# Laurence Tribe
Laurence Tribe (Xangai, República Popular da China, 10 de outubro de 1941) é um advogado especialista em direito constitucional dos Estados Unidos.

## Publicações
Livros
- To End a Presidency: The Power of Impeachment (2018; co-autor com Joshua Matz)
- Uncertain Justice: The Roberts Court and the Constitution (2014; co-autor com Joshua Matz)
- The Invisible Constitution (2008)
- American Constitutional Law (treatise; 1978, 1979, 1988 e 2000)
- On Reading the Constitution (1991; co-autor com Michael Dorf)
- Abortion: The Clash of Absolutes (1990)
- Constitutional Choices (1985)
- God Save This Honorable Court: How the Choice of Supreme Court Justices Shapes Our History (1985)
- The Supreme Court: Trends and Developments (1979, 1980, 1982, 1983)
- When Values Conflict: Essays on Environmental Analysis, Discourse, and Decision (editor; 1976)
- The American Presidency: Its Constitutional Structure (1974)
- Channeling Technology Through Law (1973)
- Environmental Protection (1971; co-autor com Louis Jaffe)
- Technology: Processes of Assessment and Choice (1969)